# Verconia protea
Verconia protea (Gosliner, 1994) è un mollusco nudibranchio della famiglia Chromodorididae.